# Коровчино (Дрибинский район)
Коро́вчино (бел. Кароўчына) — деревня в составе Коровчинского сельсовета Дрибинского района Могилёвской области Республики Беларусь.

Административный центр Коровчинского сельсовета.

## История
В 1676 году упоминается как село с церковью в Оршанском повете ВКЛ.

## Население
- 1999 год — 1042 человека
- 2010 год — 705 человек